# Ola Sesay
Ola Sesay (sinh ngày 30 tháng 5 năm 1979 tại Freetown, Sierra Leone) là một vận động viên nhảy xa người Sierra Leone. Cô đã tham dự Thế vận hội Mùa hè 2012 và là người cầm cờ của Sierra Leone trong lễ khai mạc Thế vận hội Mùa hè 2012.

## Thành tích giải đấu
| Năm                       | Giải đấu                  | Địa điểm                  | Thứ hạng                  | Chú thích                 |
| Representing Sierra Leone | Representing Sierra Leone | Representing Sierra Leone | Representing Sierra Leone | Representing Sierra Leone |
| ------------------------- | ------------------------- | ------------------------- | ------------------------- | ------------------------- |
| 2009                      | World Championships       | Berlin, Germany           | 27th (q)                  | 6.23 m                    |
| 2010                      | Commonwealth Games        | Delhi, India              | 5th                       | 6.30 m                    |
| 2011                      | World Championships       | Daegu, South Korea        | 32nd (q)                  | 5.94 m                    |
| 2012                      | Olympic Games             | London, United Kingdom    | 23rd (q)                  | 6.22 m                    |